# Otel·lo (pel·lícula de 2012)
Otel·lo és una pel·lícula catalana de 2012, dirigida per Hammudi Al-Rahmoun Font, amb Anna Maria Perelló, Youcef Allaoui i Kike Fernández, i basada en l'obra de teatre Otel·lo, de William Shakespeare. Ha estat doblada al català.

Qualificada com a "pertorbadora" (per J. A. Bayona) l'obra deconstrueix el clàssic de Shakespeare per a crear una història moderna recuperant els arquetips del gelós i del manipulador. Cinema dintre el cinema, l'argument gira entorn la gravació cinematogràfica d'Otel·lo, i de la relació entre el director i els actors i actrius. La pel·lícula pretén plantejar interrogants sobre els límits ètics de la creació artística i reflexionar sobre l'abús de poder i els elements que permeten que es perpetuï.
L'obra fou rodada en tres dies i un pressupost de 15 mil euros, mentre que el muntatge, molt minuciós i que aporta una curosa cadència rítmica a la pel·lícula, es dugué a terme en 6 mesos.
S'estrenà als cinemes el 24 de gener de 2014, simultàniament a Barcelona i Palma.
Fou anteriorment guardonada en diversos festivals: 
- 2013: Festival internacional de cinema d'autor de Barcelona (premi del públic)
- 2013: Atlántida Film Festival (premi del públic)
- 2013: ÉCU The European Independent Film Festival (millor pel·lícula. millor actriu)

A més, participà en el Festival Internacional de Cinema de Sant Sebastià 2013, i fou seleccionada al Sevilla festival de Cine Europeo 2013.

## Repartiment
- Anna Perelló: Desdèmona
- Youcef Allaoui: Otel·lo
- Hammudi Al-Rahmoun Font: Iago
- Kike Fernandez: Càssio
- Marc Montañés: Roderigo
- Laia Cobo: Emília

## Premis i nominacions
Nominacions
- 2014: Gaudí a la millor direcció de producció per Aritz Cirbián Casado

## Rebuda
- "Desafortunadament, es queda en un esbós sorprenentment esquemàtic (...) L'epíleg on es desvetlla la mecànica de tot delata la ingenuïtat medul·lar del conjunt"[3]
- "Una altra enlluernadora producció de la ESCAC (...) Puntuació: ★★★½ (sobre 5)"[4]